# Angela Diederichsen
Angela Diederichsen (* 8. Juli 1950 in Neunburg vorm Wald) ist eine deutsche Juristin. Sie war Richterin am Bundesgerichtshof.
Nach dem Abitur 1969 studierte sie zunächst auf Wunsch der Eltern an einer Pädagogischen Hochschule, wechselte aber bereits nach einem Jahr zum Studium der Rechtswissenschaften an die Ludwig-Maximilians-Universität München und legte das erste Staatsexamen 1974 und das zweite 1977 ab. Nach einer Tätigkeit im Staatsministerium der Justiz in München wurde sie 1979 Staatsanwältin, wo sie sich mit Jugendschutzsachen befasste. 1982 erfolgte die Ernennung zur Richterin am Amtsgericht München. Von 1983 bis 1994 war sie hauptamtliche Arbeitsgemeinschaftsleiterin für Rechtsreferendare, während dieser Zeit wurde sie 1990 zur Richterin am Oberlandesgericht München ernannt, wo sie seit 1994 zunächst in einem Zivil- und später in einem Strafsenat tätig war.
Diederichsen wurde im November 2000 Richterin am Bundesgerichtshof und war dort im VI. Zivilsenat tätig, der für allgemeines Schadensrecht zuständig ist. Mit Ablauf des 30. November 2015 trat sie altersbedingt in den Ruhestand.